# Ezio Loik
Ezio Loik (né le 26 septembre 1919 à Fiume et mort le 4 mai 1949 à Superga) était un footballeur italien, disparu dans le drame de Superga.

## Biographie
En tant que milieu de terrain, Ezio Loik fut international italien à 9 reprises (1942-1949) pour 4 buts.
Formé à l'Unione Sportiva Fiumana (1936-1937), il commença sa carrière au Milan AC pendant trois saisons. Il ne remporta aucun titre.
Puis il fut transféré au Venezia Calcio pendant deux saisons. Il remporta la coupe d'Italie en 1941, contre l'AS Rome.
Il termina sa carrière au Torino FC. Il remporta une coupe d'Italie en 1943 et cinq Scudetti (en 1943, en 1946, en 1947, en 1948 et en 1949). Il meurt dans le drame de Superga, tuant les joueurs du Torino FC.

## Clubs
- 1937-1940 : Milan AC
- 1940-1942 : Venezia Calcio
- 1942-1949 : Torino FC

## Palmarès
- Coupe d'Italie de football
  - Vainqueur en 1941 et en 1943
- Championnat d'Italie de football
  - Champion en 1943, en 1946, en 1947, en 1948 et en 1949